# Шальме, Матьё
Матьё Шальме́ (фр. Matthieu Chalmé; 7 октября 1980, Жиронда) — французский футболист, правый защитник любительского клуба «Леж-Кап-Ферре».

## Карьера
Начал карьеру в молодёжном составе «Бордо» в 1997 году, в 1998 году выиграл чемпионат Франции для игроков не старше 17 лет. В 2000 году стал игроком любительской команды «Либурн», в 2002 году перешёл в «Лилль». Прибавивший под руководством Клода Пюэля в жёсткости защитник был одним из основных игроком команды в двух розыгрышах Лиги чемпионов, в которых сыграл в 13 матчах.
3 июля 2007 года вернулся в свой первый клуб, «Бордо», подписав четырёхлетний контракт. Быстро стал игроком основного состава, вытеснив тунисца Давида Жеммали. После удачного сезона-2008/09, в котором помог «Бордо» стать чемпионом Франции (33 матча), постепенно потерял место в стартовом составе. В январе 2013 года перешёл на правах аренды без возможности покупки в «Аяччо».
Вместе с давним другом Жоаном Мику занимается виноделием.

## Достижения
- Бордо
  - Чемпион Франции: 2008/09
  - Обладатель Кубка Французской лиги: 2008/09
  - Обладатель Суперкубка Франции: 2008, 2009
  - Серебряный призёр чемпионата Франции: 2007/08